# Michael Herman Løvenskiold
Michael Herman lensbaron Løvenskiold (15. november 1751 på Aggersvold – 9. april 1807 på Løvenborg) var en dansk amtmand og godsejer.
Han var en søn af konferensråd, lensbaron Severin Leopoldus Løvenskiold (død 1776). Han blev 1772 juridisk kandidat, 1774 auskultant i Rentekammeret, 1781 amtmand i Holbæk Amt, 1783 tillige i Kalundborg, Sæbygård og Dragsholm Amter, førte desuden overtilsynet med det odsherredske gods og var medlem af Hoverikommissionen af 1795, afskedigedes som amtmand 1804 og døde 9. april 1807 på Løvenborg, som han havde overtaget efter faderens død. 1774 var han blevet kammerherre og 1803 Ridder af Dannebrog. Han var en meget dygtig amtmand, og både som embedsmand og som godsbesidder viste han på mange måder sin levende interesse for landboreformernes gennemførelse. For sine egne bønder var han en sand velgører; således ofrede han frivillig af egne midler betydelige summer til udskiftningen, til udflyttergårdene, til stengærders opførelse og til anskaffelsen af udmærket sædekorn og kløverfrø, ligesom han også varmt tog sig af almuens skoleundervisning.
18. maj 1774 ægtede han Frederikke Juliane Marie komtesse Knuth (25. februar 1756 – 26. april 1804), en datter af gehejmekonferensråd Eggert Christopher greve Knuth til Knuthenborg. 